# Gregor Jožef Plohel
Gregor Jožef Plohel ili Plochl (Ivanjkovci, 7. ožujka, 1730. – Ptuj, 3. ožujka, 1800.) slovenski je rimokatolički svećenik, dekan i pisac.

## Životopis
Rođen je u Prlekiji od oca Jurija Plohla i majke Ane Filipič. Pohađao je gimnaziju u Varaždinu. Slovenci u Prlekiji i Slovenskim goricama, kao i ugarski Slovenci u današnjom Prekomurju su koristili mnoge kajkavske knjige i se školovali u Hrvatskoj.
Teologiju i filozofiju je studirao u Gradcu (1748. – 1754.). Zbog svoje marljivosti su ga hitro zaradeli za svećenika. 1756. godine je dobio naslov počasnog doktora teologije. Bio je pomoćni svećenik u Murecku (slov. Cmurek). 1756. – 1758. godine je bio kaplan u Ptuju. Od 1758. pomoćni župnik u gradu. Od 1766. je nastao župnik Ptuja. Od 1786. je glavni dekan Ptuja, Ljutomera, Velike Nedelje i zavrčke dekanije.

## Djelo
Plohel je autor prve knjige na istočnoštajerskom jeziku. Istočnoštajerski, kao i prekomurski, je inačica tz. istočnoslovenskog jezika. Plohlova knjiga Obchinzka knishiza izpitavanya teh pet glavneh shtükov maloga katekismussa poshtovanoga patra Petra Kanisiussa (1758.) se temelji na prlečki dijalekt. Plohal tako sudi da Slovenci u Štajerskoj razumiju horvatski (kajkavski) jezik, nego potrebuju knjigu na svojem jeziku. Obchinzka knishiza je pisana po bohoričici (pravopis Adama Bohoriča), no ima kajkavski karakter ny za glas nj.
Kad su napisali drugu istočnoštajersku knjigu, ugarski Slovenci su imali već mnoge knjige, kao i prijevod Novog zavjeta (Štefan Küzmič: Nouvi Zákon, 1771.), koji je temelj književnog jezika. Peter Dajnko je standardizirao istočnoštajerski jezik u 19. stoljeću.
Plohel je organizirao i gospodarski život Ptuja i njegove okolice.